# Hippocampus camelopardalis
Hippocampus camelopardalis là một loài cá thuộc họ Syngnathidae. Loài này có ở Mozambique, Nam Phi, và Tanzania.